# كانكابولي
كانِكابولي (بالهاوائية: Kānekapōlei) هي من سكان هاواي الأصليين علي واهين (ملكة) وزوجة كالانيوبي، آليا نوي (الملك / الحاكم الأعلى) لجزيرة هاواي وعمة كاميهاميها الأول، الذين كانوا جميعًا حاضرين في وفاة الكابتن جيمس كوك.

## الميلاد والنسب
كان والد كانِكابولي هو كاواكاهياكوا ووالدتها يومياموكا. كانت كاواكاهياكوا من عائلة ماوي الملكية، وهي حفيدة ماي (الملك)، ولونوهونواكيني. من خلال ابنه لونوماكيهونوا وشقيق كاولاهيا الثاني وكهابويهيوي. كان لدى كاواكاهياكوا عدة زوجات بما في ذلك كانيكابيليكاويلا (زوجة الأب). وكان لهما ابن بيو يُدعى كابياهيوالاني. كانت الأخوات الثلاث من بنات ماهيولولي من كوهالا.
وفق؛ "رحلة جورج فانكوفر، 1791-1795: فانكوفر تسجل الوصف التالي لكانيكابالي:

## عائلة
في عام 1762 أصبحت كانِكابولي إحدى زوجات كالانيبويي وعليا نيي من جزيرة هاواي. لم تكن زوجته الأعلى مرتبة، فقد شغلت هذا المنصب كالولا بوبوكا-أو-هونوكاويلاني، والدة وريثه كوالالي، لكنها كانت تعتبر المفضلة لديه، كان ابنهما الأول يتنافس مع كاميهاميها الأول على سيادة جزيرة هاواي حتى وفاته في عام 1790 في كاوايهاي، لا شيء معروف عن مصير كويا بيالي، على الرغم من أن المؤرخ جوهن جادل بأن كويا بيالي كان مجرد اسم آخر لـ باولي كاليوكي.

### كالانيوبيو وكوك

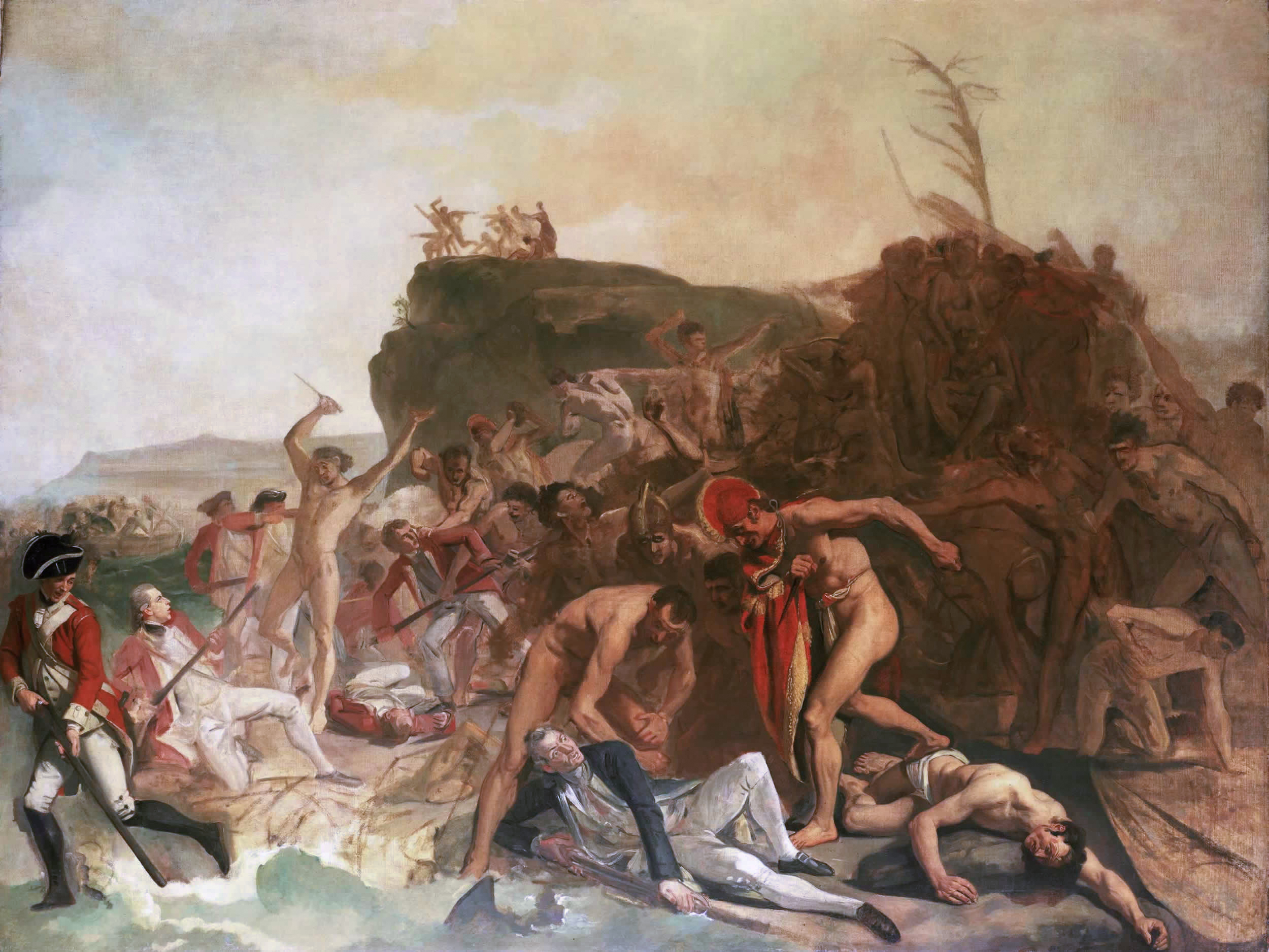
وفاة القبطان جيمس كوك ، 14 فبراير 1779 ، لوحة غير مكتملة رسمها يوهان زوفاني ، حوالي عام 1795.

خلال رحلة الاستكشاف الثالثة للكابتن كوك عام 1779، ذكر زوجة الملك والملكة المفضلة كالانيوبوتو، وقام هو ورجاله بتهجئة اسمها بعدة طرق مختلفة، روى الملازم جيمس كينغ عن دورها في منع اختطاف زوجها وابنيهما:
«كانت الأمور في هذا القطار المزدهر، حيث كان الولدان موجودان بالفعل في قمة الجبل، بينما تقدم بقية الحفلة بالقرب من جانب الماء، عندما كانت امرأة مسنة تدعى كاني كاباريا، والدة الأولاد، وأحد زوجات الملك المفضلات».
عند سماع مناداتها، تجمع سكان هاواي حول شاطئ خليج كيلاكيكوا وحاولوا منع أخذ ملكهم، اضطر رجال كوك إلى الانسحاب إلى الشاطئ، وضربه القرويون على رأسه ثم طعن حتى الموت.

### كيوا كيواهيلا
كان كيواهيلا هو المسؤول عن اندلاع الحرب الأهلية في هاواي بعد وفاة والده.

### كاليوكي
كان لدى كانكابولي ابن اسمه باولي، تم الحصول على أبوة شخصية، لكن المصادر التي سبقت ديبل تنفي هذا الادعاء وتدعي الأبوة إلى كالانيوبوتو.

### الأطفال المرتبطين
قيل أيضًا أن كانكابولي هي والدة كيليكاهيكيلي، على الرغم من عدم ذكر الأب.